# Lokomotivtävlingen i Rainhill

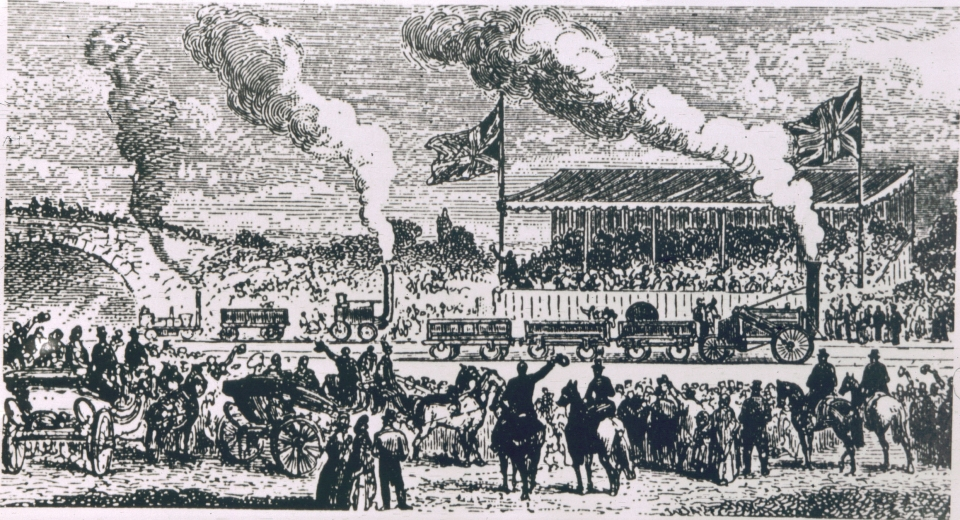
Teckning från 1829

Lokomotivtävlingen i Rainhill (engelska: Rainhill Trials) var en hastighetstävling för ånglok i England.
Orsaken till tävlingen var en dispyt mellan direktörerna av järnvägsbolagen i Liverpool och Manchester. De var oense om lokomotiven eller fasta ångmaskiner är lämpligare för att sätta vagnarna i rörelse. Därför utropades i oktober 1829 ett pris på 500 £ för den snabbaste lokomotiven.
Tre personer valdes som domare, John Kennedy som hade en textilmanufaktur, Nicholas Wood som var ingenjör för gruvdrift och John Urpeth Rastrick som var lokomotivkonstruktör. Platsen för tävlingen var en 50 km lång sträcka vid orten Rainhill. För tävlingens olika fordon fanns viktbegränsningar. Tio fordon från Storbritannien, andra europeiska länder och Nordamerika hade anmälts för tävling men endast fem var vid starten.
- The Novelty av John Braithwaite från England och John Ericsson från Sverige.
- The Sans Pareil av Timothy Hackworth från Darlington, England.
- The Rocket av George och Robert Stephenson från Newcastle upon Tyne.
- The Perseverance av Timothy Burstall från Glasgow.
- The Cycloped av Thomas Shaw Brandreth från Liverpool.

Tävlingen vanns av The Rocket som var den enda som klarade hela sträckan. Bröderna Stephenson fick sedan uppdraget att producera lokomotiv för järnvägen.